# Petricz

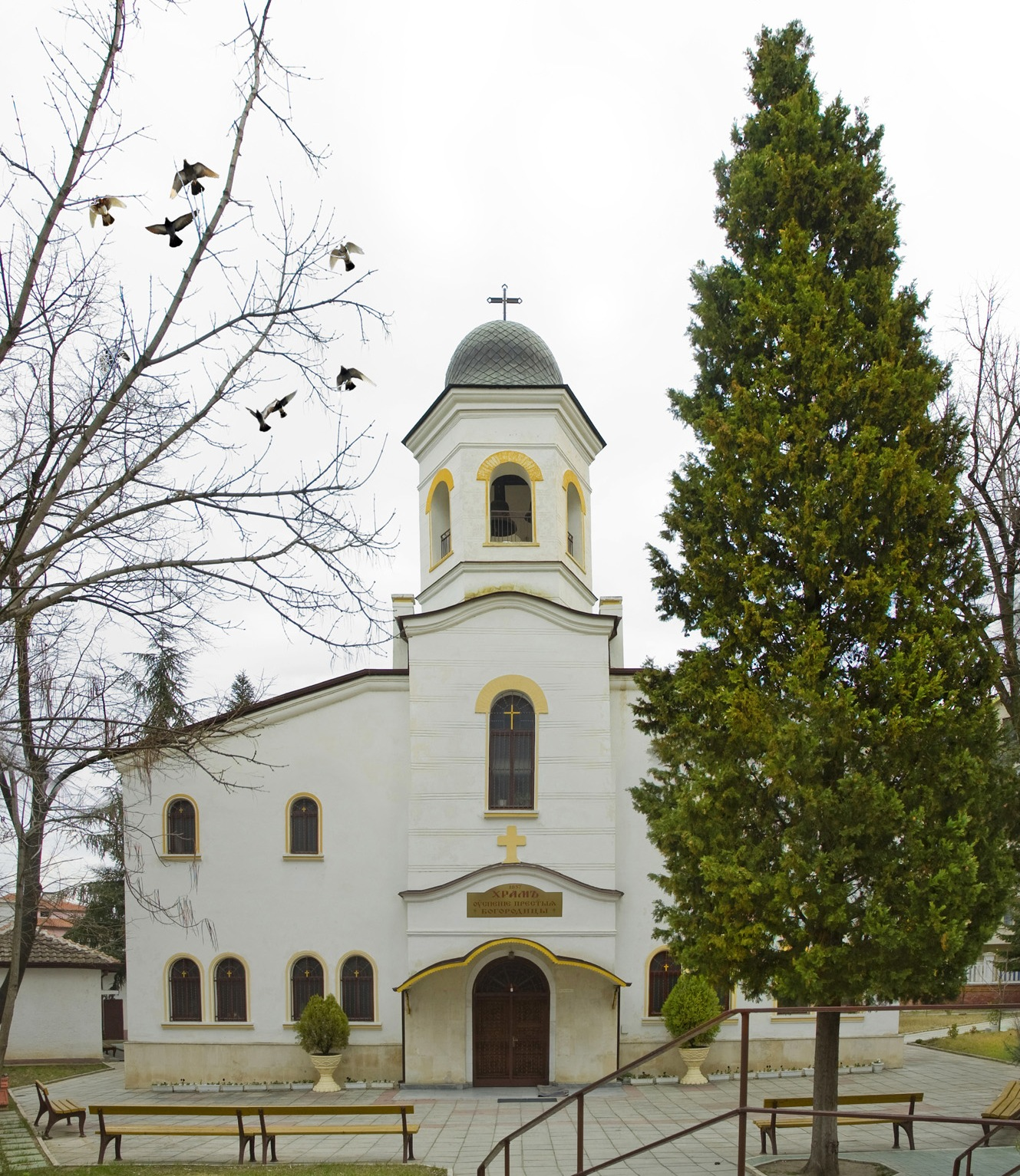
Cerkiew Zaśnięcia Najświętszej Maryi Panny

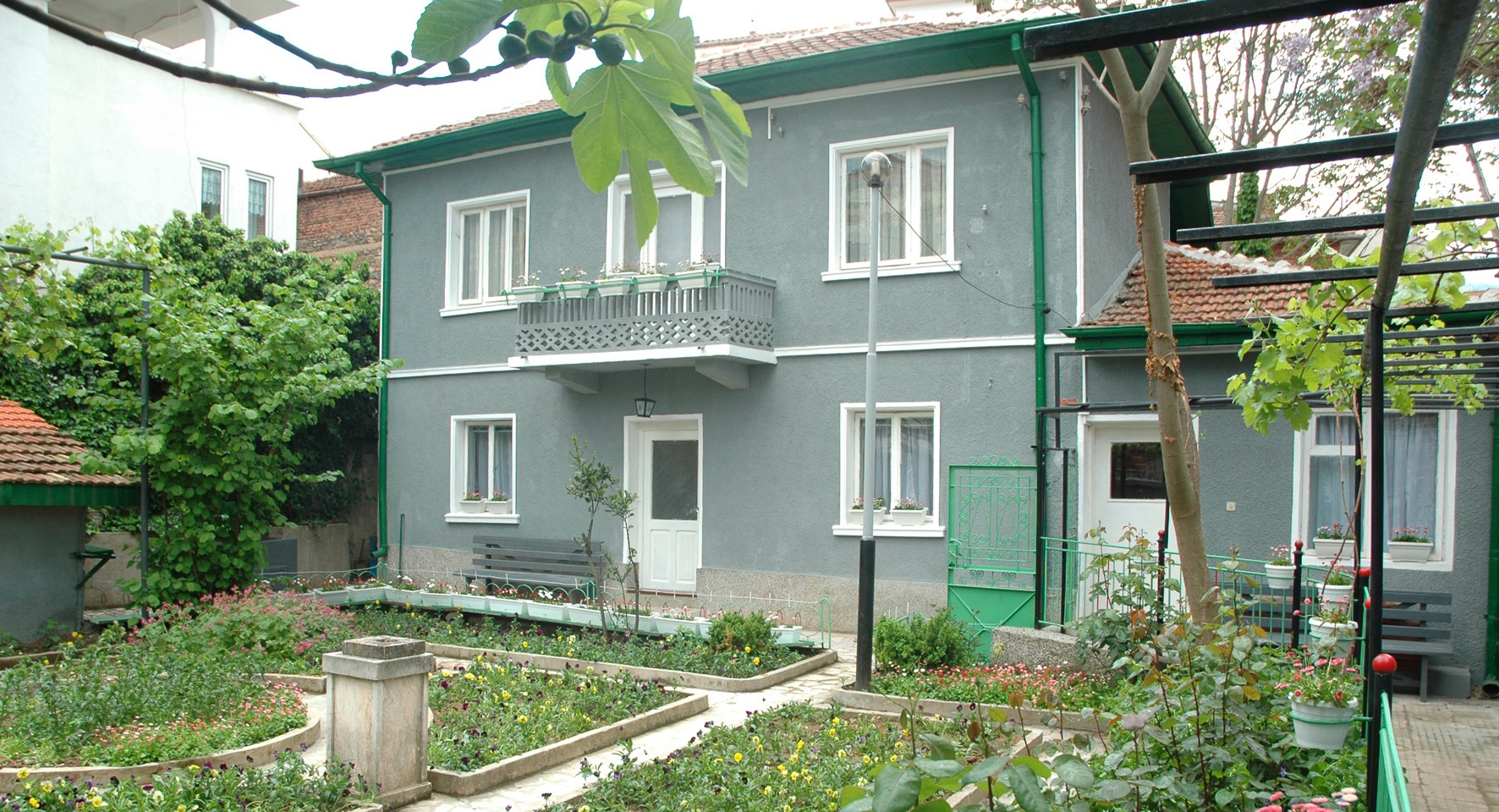
Dom Baby Wangi – mistyczki, znachorki i prorokini

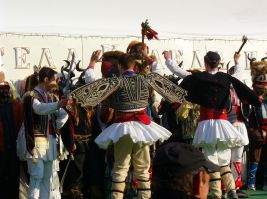
Surwa w Petriczu

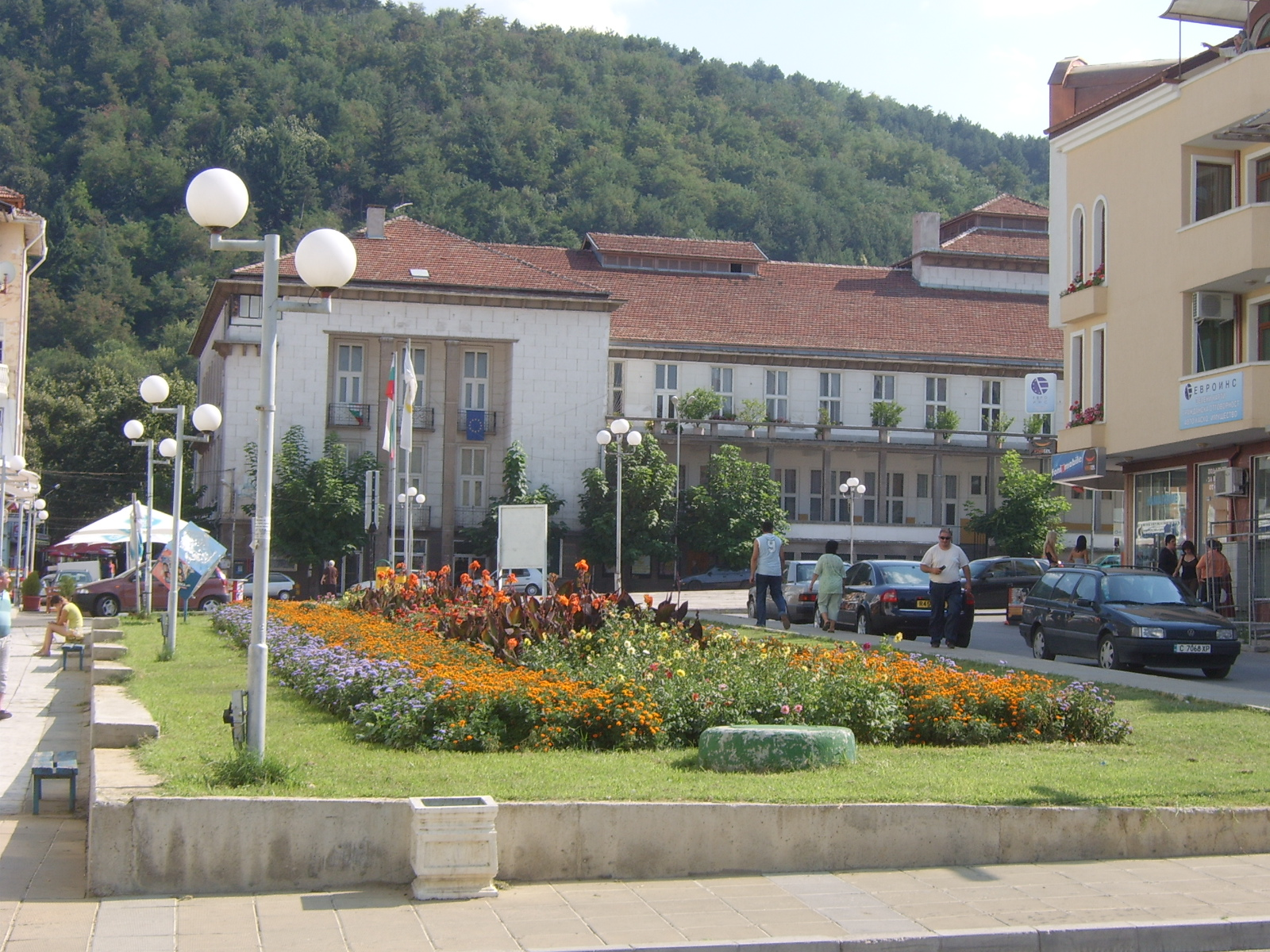
Centrum miasta

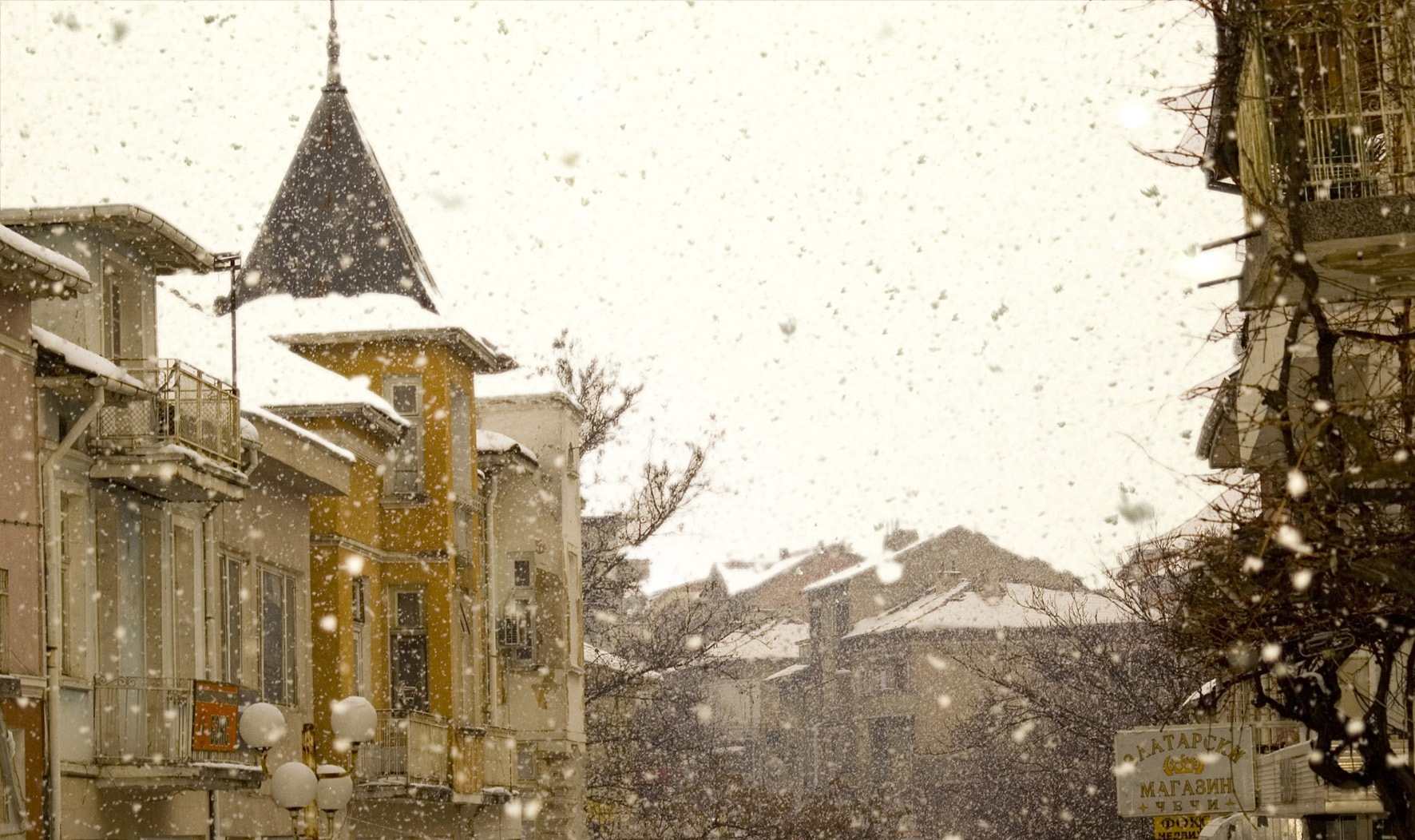
Miejski deptak

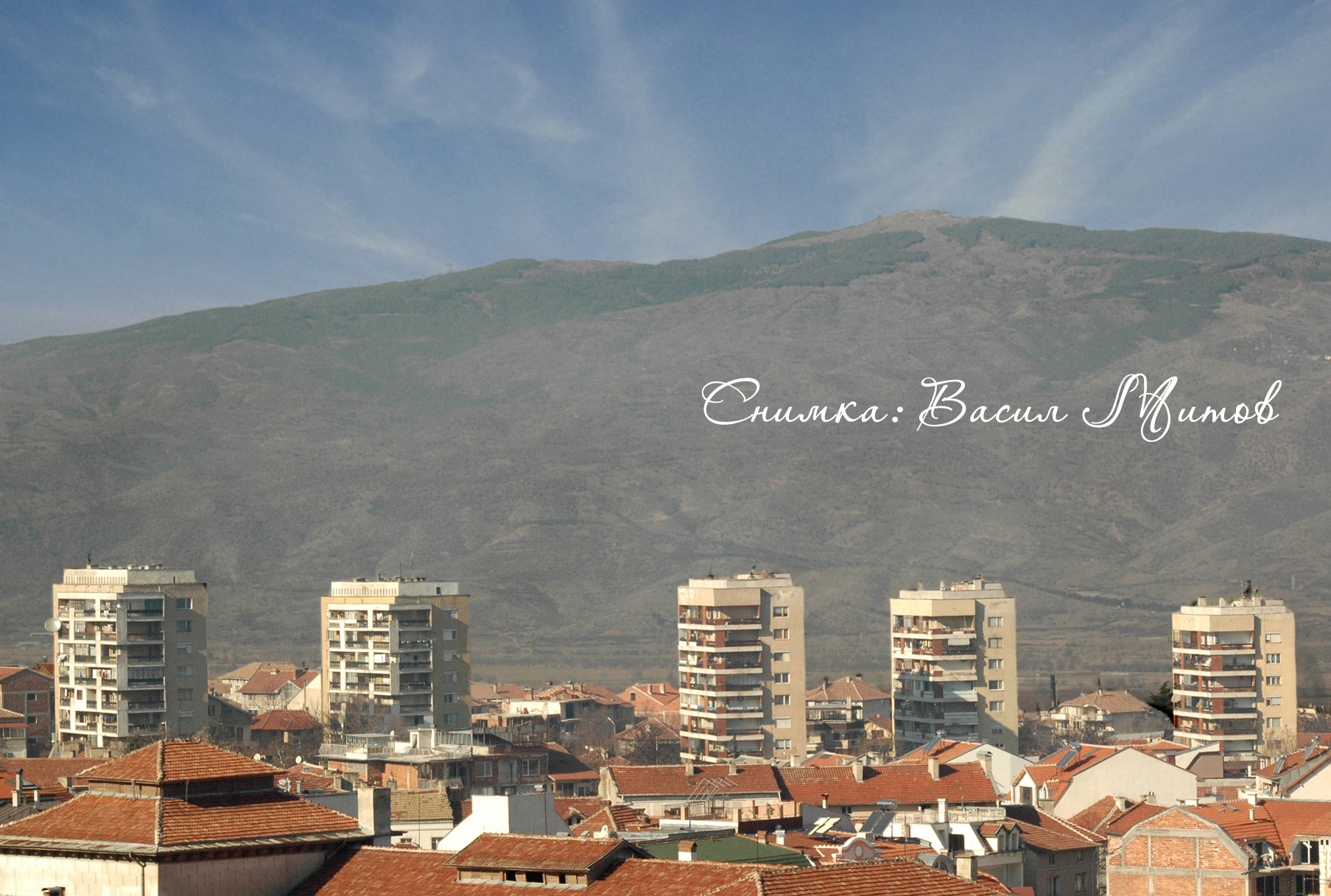
Widok na miasto, w tle góry Ograżden

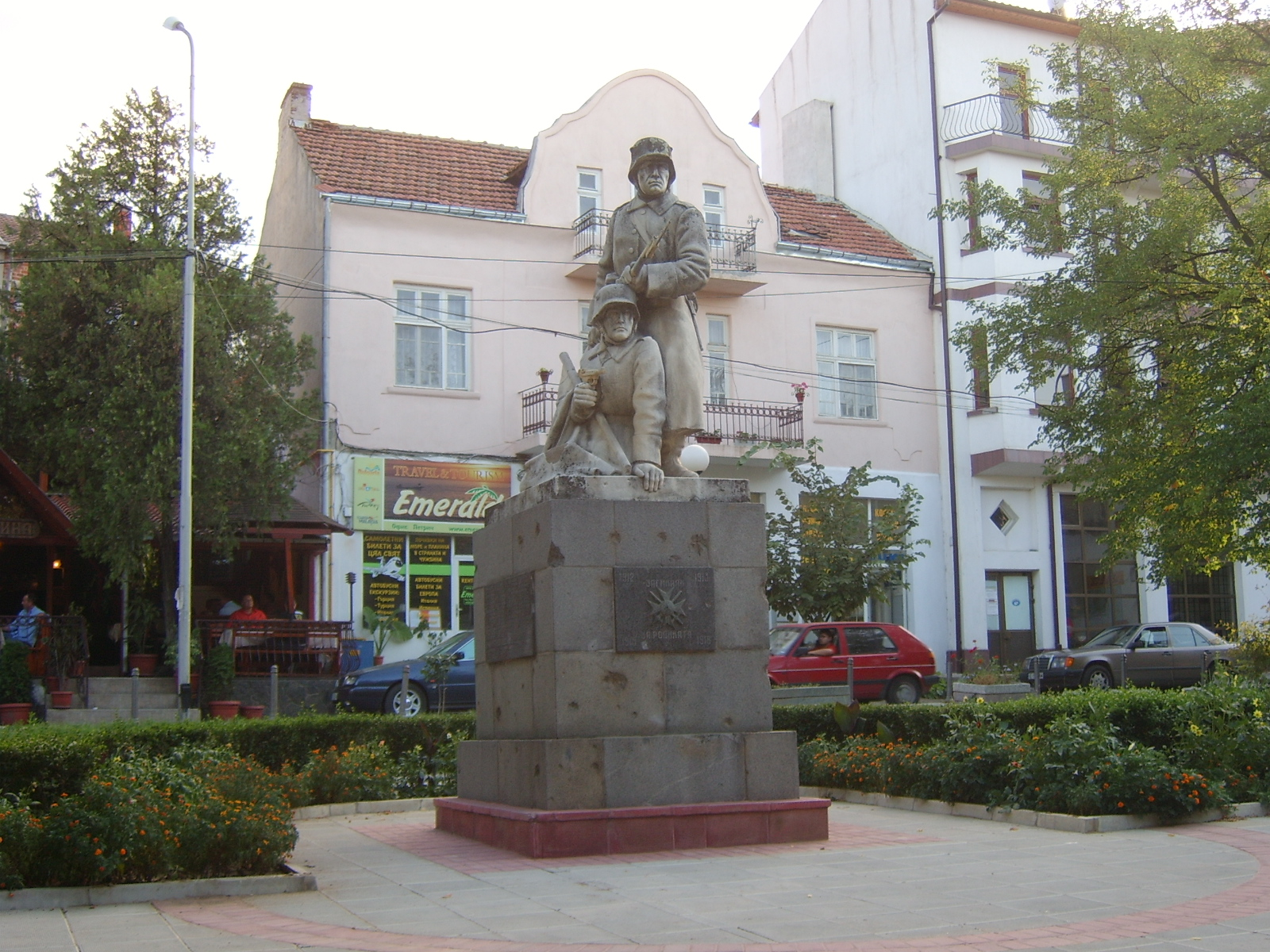
Pomnik Poległych dla Ojczyzny

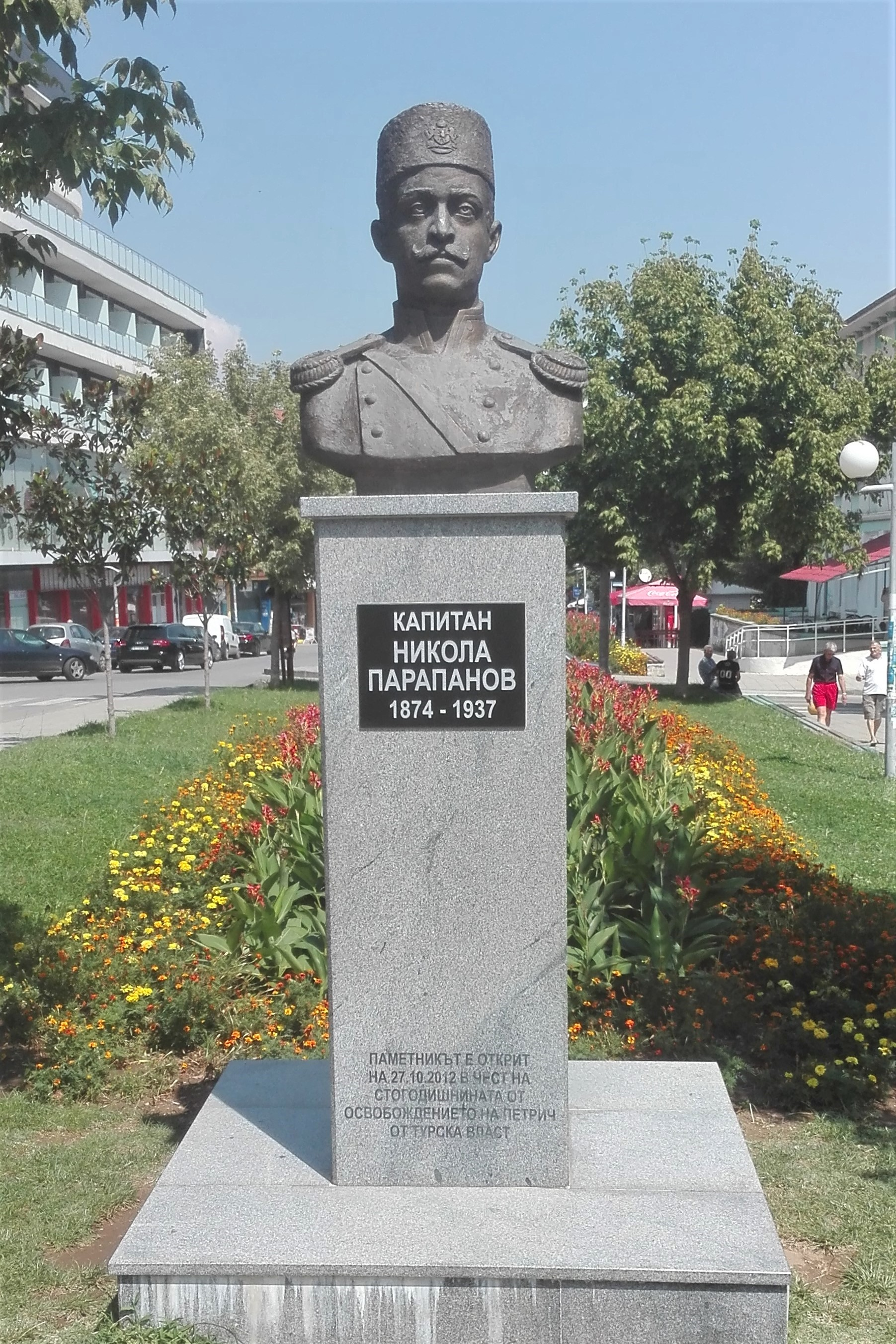
Popiersie Nikoły Parapanowa – uczestnika bułgarskiego ruchu narodowo wyzwoleńczego w Macedonii

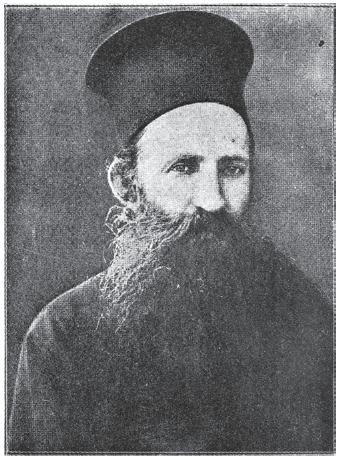
Iwan Antonow – protojerej, uczestnik walki o utworzenie egzarchatu bułgarskiego w Macedonii

Petricz (bułg. Петрич) – miasto w Bułgarii, w obwodzie Błagojewgrad, siedziba administracyjna gminy Petricz. Według danych szacunkowych Ujednoliconego Systemu Ewidencji Ludności oraz Usług Administracyjnych dla Ludności, 15 czerwca 2020 roku miejscowość liczyła 30 058 mieszkańców.

## Historia
Tereny Petricza zostały włączone do państwa bułgarskiego w 837 roku w wyniku wojny bułgarskiego chana Presjana przeciwko Cesarstwu Bizantyjskiemu. W późnośredniowiecznym okresie XII–XIV wieku Petricz stał się silną twierdzą – częścią systemu fortyfikacyjnego południowo-zachodniej Bułgarii. Świadczą o tym pozostałości średniowiecznej fortecy Gjaur kalesi, wokół której pierwotnie powstało miasto. Przynajmniej w XIII–XIV wieku miasto składało się z dwóch części – twierdzy, czyli tzw. ufortyfikowane centrum miasta i nieufortyfikowane zewnętrzne miasto, ale z połączonymi wieżami, arteriami wejściowymi i wyjściowymi. Miasto znalazło się pod panowaniem osmańskim po 1395 roku, kiedy to zostało włączone do sandżaku Kiustendił jako ośrodek niezależnej nahiji. W latach panowania osmańskiego Petricz zyskał muzułmański wygląd. Bułgarzy uciekli w głąb góry Ograżden, aby trzymać się z dala od arbitralności Turków. Osmański podróżnik Evliya Çelebi odwiedził Petricz w 1652 roku i poinformował, że miejscowość ma 240 niezbyt dobrze rozwiniętych domów z ogrodami; meczet, kaplicę i tylko jedną banię. Petricz znany jest przede wszystkim z produkcji rolnej: pszenicy, jęczmienia, żyta, owsa, bawełny, ryżu, tytoniu, owoców, wśród których ważne miejsce zajmują kasztany. W okresie bułgarskiego odrodzenia, wraz z rozwojem rzemiosła i handlu, miasto i jego ludność rosły. W 1845 r. miasto odwiedził rosyjski slawista Wiktor Grigorowicz, będąc w drodze ze Strumicy do Serres, w „Eseju o podróżach po europejskiej Turcji” napisał: 

Miasto Peterch jest pełne rozpadających się domów i pięknych ogrodów. Nie ma cerkwi ani szkoły. Jeśli wierzyć mieszkańcom, Turcy nie zezwalają na ich budowę.

 W 1857 r. dzięki pracy i funduszom całej chrześcijańskiej ludności miasta wybudowano pierwszą w mieście cerkiew, Cerkiew Zaśnięcia Najświętszej Maryi Panny. W świątyni wprowadzono nabożeństwo w języku greckim, a na jej dziedzińcu otwarto grecką szkołę. W 1868 roku ukończono budowę pierwszej bułgarskiej cerkwi w mieście (Św. Mikołaja), która stała się centrum walk ludności bułgarskiej z grecką propagandą. Na mocy traktatu pokojowego z San Stefano z 1878 r. miasto weszło w granice wyzwolonej Bułgarii. W 1900 r. według statystyk Wasiła Kynczowa („Macedonia. Etnografia i statystyka”) miasto liczyło już 7190 osób, z czego 2450 Bułgarów, 4600 Turków, 40 Wołochów i 100 Cyganów. Podczas wojny bałkańskiej w październiku 1912 Petricz został wyzwolony przez czetę wojewody Nikoli Parapanowa. Sześćdziesiąt sześć osób z miasta wstąpiło w szeregi Wewnętrznej Macedońsko-Adrianopolskiej Organizacji Rewolucyjnej. W październiku 1925 roku, podczas grecko-bułgarskiego konfliktu granicznego, znanego jako incydent Petriczki, miasto zostało zbombardowane przez armię grecką. Mieszkańcy Petricza zdecydowanie oparli się siłom greckim i nie pozwolili na podbicie miasta.

## Religia
W mieście znajdują się cerkwie:
- Cerkiew Zaśnięcia Najświętszej Maryi Panny
- Cerkiew św. Mikołaja
- Cerkiew św. Jerzego
- Cerkiew św. Eliasza
- Cerkiew Ofiarowania Najświętszej  Maryi Panny

oraz:
- Monaster Petriczki

## Zabytki
Do rejestru zabytków wpisane są:
- Obszar chroniony Bełasica
- Dom–muzeum Baby Wangi
- Pomnik Poległych dla Ojczyzny, poświęcony jest mieszkańcom, którzy zginęli podczas wojen bałkańskich (1912–1913)[11]

## Obyczaje
Miejscowych Kukierów nazywa się Stanczinari. Ich obyczaje są kultywowane w czasie święta surwy, 1 stycznia. Impreza co roku przyciąga tysiące osób. Choć opiera się na lokalnych amatorach, impreza przyciąga coraz więcej gości z kraju i zagranicy. W ostatnich latach zauważono ciekawy trend – w zgrupowaniach wszystkich dzielnic znajdują się przedstawiciele innych grup etnicznych (głównie Cyganie), więc problem opozycji etnicznej, typowy dla poprzednich edycji imprezy, został bardzo rozsądnie wyeliminowany.

## Gospodarka
W mieście rozwinął się przemysł drzewny, tytoniowy, elektrotechniczny oraz odzieżowy.

## Sport
W mieście funkcjonuje klub piłkarski Bełasica Petricz, stworzony w 1920 roku.

## Osoby związane z miejscowością

### Urodzeni
- Mita Aglikin (1869–1952) – bułgarski rewolucjonista
- Goran Angełow (1912–1994) – bułgarski polityk
- Iwan Angow (1882–1937) – bułgarski rewolucjonista
- Atanas Antikadżiew (1860–1956) – bułgarski handlarz, rewolucjonista
- Ilija Antonow (1888–?) – bułgarski polityk
- Iwan Antonow (1882–1928) – bułgarski rewolucjonista
- Wojmir Asenow (1939–2013) – bułgarski poeta
- Atanas Atanasow (1921–1975) – bułgarski partyzant
- Christo Bachtarliew (1985) – bułgarski piłkarz
- Michaił Bardew (1881–1908) – bułgarski rewolucjonista
- Cwetelina (1976) – bułgarska piosenkarka
- Stojan Cwetkow (1980) – bułgarski aktor
- Georgi Czaprazow (1950–2013) – bułgarski dyrygent
- Georgi Czaprazow – bułgarski rewolucjonista
- Szterju Dimitrow (1979) – bułgarski piłkarz
- Wioleta Donewa (1943) – bułgarska aktorka
- Ewtim Ewtimow (1933–2016) – bułgarski poeta
- Wenko Ewtimow (1955) – bułgarski poeta
- Boris Gaganełow (1941–2020) – bułgarski piłkarz
- Kirił Georgiew (1965) – bułgarski szachista
- Łazar Gjurow (1872–1931) – bułgarski rewolucjonista
- Dymityr Gonow (1933–2017) – bułgarski pisarz, dramaturg
- Boris Jaczew (1965) – bułgarski polityk
- Waleri Jakow (1958) – bułgarski dziennikarz
- Rumjana Kocewa (1954) – bułgarska piosenkarka
- Ilija Konew (1928–2009) – bułgarski profesor
- Iwan Konstatinow (1850–1917) – bułgarski artysta
- Dymityr Karadaliew (1971) – bułgarski piłkarz
- Katja Kirjanowa (1947) – bułgarska poetka
- Wera Kirowa (1940) – bułgarska primabalerina
- Krasimir Koczew (1974–2025) – bułgarski zapaśnik
- Dymityr Kołarow (1937–2019) – bułgarski narodowy śpiewak
- Trajan Lalew (1930–2012) – bułgarski prawnik
- Anton Liczkow (1980) – bułgarski piłkarz
- Ilija Łukow (1974) – bułgarski narodowy śpiewak
- Ilija Manołow (1929–2019) – bułgarski muzykolog
- Toma Mitow (1882–1908) – bułgarski rewolucjonista
- Ewelina Nikołowa (1993) – bułgarska zapaśniczka
- Katja Paskalewa (1945–2002) – bułgarska aktorka
- Aleksa Polizoew (1933) – bułgarskia pisarka
- Micho Popow (1882–1965) – bułgarski polityk
- Petyr Sotirow (1958) – polski językoznawca poch. bułgarskiego
- Iwajło Stojanow (1981) – bułgarski sędzia piłkarski
- Wołodja Stojanow (1960) – bułgarski pieśniarz
- Janusz Stojczew (1875–1929) – bułgarski polityk
- Emił Szałamanow (1976) – bułgarski piłkarz
- Jordan Szopow (1930–2006) – bułgarski historyk
- Iwan Tasuszew (1883–1913) – bułgarski rewolucjonista
- Kirił Terziew (1983) – bułgarski zapaśnik
- Stojan Truszkow (1870–1913) – bułgarski rewolucjonista
- Dymityr Tudżarow (1954) – bułgarski komik
- Stojan Tyrnadżiew (1886–1908) – bułgarski rewolucjonista
- Wasił Wasilew (1915–2006) – bułgarski partyzant

### Zmarli
- Wasił Dudakliew – bułgarski medyk
- Ace Iwanow (1880–1927) – bułgarski rewolucjonista
- Atanas Kalibacew (1886–1956) – bułgarski rewolucjonista
- Panajot Karamfiłowicz (1885–1921) – bułgarski rewolucjonista
- Donczo Łazarow (1878–1950) – bułgarski rewolucjonista
- Atanas Madżarow (1881–1935) – bułgarski wojownik
- Dymityr Maznejkow (1926–2011) – bułgarski agronom, polityk
- Dymityr Pandeliew (1927–1995) – bułgarski dramaturg
- Micho Popow (1882–1965) – bułgarski polityk
- Dawid Proew (1884–1971) – bułgarski rewolucjonista
- Christo Razbojnikow (1881–1925) – bułgarski rewolucjonista
- Iwam Telatinow (1871–1930) – bułgarski rewolucjonista
- Angeł Wylew (1909–1967) – bułgarski polityk
- Georgi Wyndew (1890–1942) – bułgarski rewolucjonista

### Związani
- Dimityr Byczwarow (1915–2011) – bułgarski lotnik, pułkownik
- Goce Diwlew (1907–1939) – bułgarski komunista
- Nadka Gołczewa (1952) – bułgarski koszykarka
- Dymityr Gusztarow (1876–1903) – bułgarski rewolucjonista
- Nikoła Parapanow (1874–1937) – bułgarski major
- Pandelija Stojanow (1900–1983) – bułgarski rewolucjonista
- Todor Stojanow (1888–1975) – bułgarski rewolucjonista
- Ognjan Stojkow (1960–1989) – bułgarski alpinista
- Wanga (1911–1996) – bułgarska jasnowidzka

## Miasta partnerskie
- Istra, Rosja
- Seres, Grecja
- Strumica, Macedonia Północna
- Mioveni, Rumunia